# Гетті Ваят Каравей
Ге́тті Офе́лія Ва́ят Ка́равей (англ. Hattie Ophelia Wyatt Caraway; 1 лютого 1878, Бейкервіль, Теннесі — 21 грудня 1950 року, Фолз-Черч, Вірджинія, США) — американська політична діячка, сенаторка від Арканзасу з 1931 до 1945 року. Перша жінка, яку було демократично обрано до Сенату США (Ребекка Фелтон, перша жінка в американському Сенаті, не брала участі у виборах).

## Життєпис

### Молоді роки
Гетті Ваят народилася поблизу села Бейкервіль, в теннесійському окрузі Гамфріс. Її матір'ю була Люсі Мілдред Берд, а батьком — Вільям Керол Ваят, фермер і крамар. Коли їй виповнилося чотири, родина переїхала до Густбурга, де Гетті вступила до Ебенезерського коледжу. Нетривалий час потому Гетті змінила навчальний заклад, ставши студенткою Діксонського середнього коледжу. 1896 року вона закінчила там бакалаврат мистецтв.
Кілька років вона працювала вчителькою. 1902 року взяла шлюб з Тадеусом Каравеєм, своїм студентським знайомим. Вони мали трьох дітей: Пола, Фореста (згодом вони стали генералами армії США) й Роберта. Подружжя оселилося в Джонзборо, Арканзас, де Тадеус започаткував юридичну практику. Гетті, зі свого боку, опікувалася домогосподарством і сімейною бавовняною фермою.

### Постання як сенаторки
1912 року, її чоловіка, Тадеуса Каравея було обрано до Палати представників. Там він служив до 1921 року, поки не став сенатором США. Гетті була цікавою до політичної кар'єри чоловіка, проте ухилялася від суспільної діяльности. Зокрема Каравей не брала участь у боротьбі за жіноче виборче право.
Тадеус умер 1931 року, бувши на посаді сенатора. Гарві Парнел, губернатор Арканзасу, призначив Гетті Каравей на посаду чоловіка до кінця його терміну. Каравей обійняла посаду 13 листопада 1931 року.

### Політична діяльність
Коли віцепрезидент Чарльз Кертіс запропонував Каравей головувати в одному з комітетів Сенату, вона оголосила, що має намір балотуватися на другий термін. Її рішення, зокрема, підтримав сенатор від Луїзіани Г'юї Лонґ. Він навіть приїхав до Арканзасу, щоб взяти участь в агітації за кандидатуру Каравей.
1932 року Гетті Каравей здобула перемогу на виборах до Сенату, набравши 31 133 голоси (91,62 %). Каравей стала першою жінкою, яку було обрано до Сенату демократичним шляхом. 1938 року вона переобралася, одержавши 122 883 голоси (89,58 %). 1944 року Каравей кандидувала знову, але програла передвибори.
На посаді сенаторки Каравей підтримувала сухий закон, була прихильницею економічної політики Франкліна Рузвельта (але голосувала проти антилінчувальних законів). Головувала в комітеті з зареєстрованих законопроєктів.
Попри невтомну працю в Сенаті, Каравей надзвичайно рідко виголошувала промови: за 13 років служби вона виголосила лише 15. За це новинарі прозвали її «тихою Гетті».

### Останні роки
Гетті Каравей покинула Сенат 3 січня 1945 року, одначе продовжила політичну діяльність. З 1945 до 1946 року вона працювала в Компенсаційній комісії робітників Сполучених Штатів. З 1946 й аж до смерти Каравей трудилася в Апеляційній раді з винагородження робітників. Померла 21 грудня 1950 року від інсульту у Фолз-Черч, Вірджинія. Її поховали на цвинтарі Вестлон у Джонзборо.